# ديني ميلر
ديني ميلر (بالإنجليزية: Denny Miller)‏ هو كاتب وممثل أمريكي، ولد في 25 أبريل 1934 في بلومنغتون في الولايات المتحدة، وتوفي في 9 سبتمبر 2014 في لاس فيغاس في الولايات المتحدة بسبب تصلب جانبي ضموري.

## أعمال

### أفلام
- (1968) الحفلة

## وصلات خارجية
- الموقع الرسمي
- ديني ميلر على موقع IMDb (الإنجليزية)
- ديني ميلر على موقع إن إن دي بي (الإنجليزية)
- ديني ميلر على موقع قاعدة بيانات الفيلم (الإنجليزية)